# J.G. Claassen
J.G. Claassen (Klerksdorp, 28 februari 1991) is een Zuid-Afrikaans golfprofessional. Hij debuteerde in 2011 op de Sunshine Tour.

## Loopbaan
Voordat Claassen in 2011 een golfprofessional werd, was hij een goede golfamateur. In 2010 deed hij mee aan de Eisenhower Trophy waar hij zijn thuisland vertegenwoordigde.
In maart 2011 behaalde hij op de Sunshine Tour zijn eerste profzege door het MTC Namibia PGA Championship te winnen.

## Prestaties

### Amateur
- 2009: South African Amateur Strokeplay Championship

### Professional
Sunshine Tour
| Nr. | Datum         | Toernooi                     | Score           | Score | Info  |
| --- | ------------- | ---------------------------- | --------------- | ----- | ----- |
| 1   | 20 maart 2011 | MTC Namibia PGA Championship | 69+67+67+65=268 | –16   | [ 1 ] |

## Teamcompetities
- 2010: Eisenhower Trophy